# Альфредо Казелла
Альфре́до Казе́лла (італ. Alfredo Casella; 25 липня 1883, Турин — 5 березня 1947, Рим) — італійський композитор, піаніст та диригент.

## Біографія
Освіту здобув у Паризькій консерваторії (клас фортепіано Луї Д'ємера), в 1900―1901 вивчав композицію у Габріеля Форе. У 1915 — 1922 професор ліцею Санта-Чечілія. Був організатором і керівником ряду творчих організацій, серед яких:
- «Італійське товариство сучасної музики» (Società Italiana di Musica Moderna ― SIMM, разом з Отторіно Респігі, Маріо Кастельнуово-Тедеско), існувало протягом 1917—1919 років,
- «Корпорація нової музики» (Corporazione delle Nuove Musiche), існувала в 1922—1928 роках.
- Венеціанський міжнародний фестиваль сучасної музики, (з 1930).

Значне місце в програмах Казелли посідали твори композиторів-авангардистів, зокрема Шенберга.
В 1967 р. ім'ям Казелли була названа новостворена консерваторія в місті Л'Аквіла. В 1952-2001 рр.. Міжнародний конкурс піаністів імені Казелли проводився в Неаполі.
Автор 3 опер, 4 балетів, ряду творів для симфонічного оркестру, фортепіано, а також двох автобіографій і ряду музикознавчих праць.